# Teorema de Wallace–Bolyai–Gerwien

Fragmentação de um quadrado para formar um triângulo.

Em geometria, o teorema de Wallace–Bolyai–Gerwien, cujo nome faz referência a William Wallace, Farkas Bolyai e Paul Gerwien, afirma que quaiquer dois polígonos simples de mesma área são equidecomponíveis; isto é, pode-se cortar o primeiro em finitas peças poligonais e rearranjar as peças para obter o segundo polígono (no "rearranjo" pode-se aplicar translações e rotações).
A generalização para poliedros foi abordada no terceiro problema de Hilbert, cuja resposta é negativa.